# Dobra (zřícenina hradu)
Zřícenina hradu Dobra je hrad v městyse Pölla v okrese Zwettl v Dolních Rakousích a nachází se na levém břehu Dobrastausee, asi 5 kilometrů západně od Krumau am Kamp.

## Historie
Tvrz byla zmiňována v listině z roku 1186 s držitelem "Hertnit von Dobra".
Název pochází od jihoslovanského slova pro "les".
Na počátku 18. století byl vlastníkem panství Dobra baron Johann Philipp von Ehrmann. Potom někdejší statek přestavěli majitelé hradu na zámek Wetzlas, kam přemístili své sídlo, hrad zůstal opuštěný a chátral.

### Současnost
Současným vlastníkem je nadace „Windhag'sche Stipendienstiftung". V roce 1996 byl hrad pronajatý spolku „Pölla Aktiv", jehož členové zříceninu z části opravili a hrad využívají pro různé slavnosti. 